# マーカス理論
マーカス理論（英語: Marcus theory）は、ある化合物から別の化合物に電子が移動する反応の速度（電子移動速度）を記述するための理論である。
ルドルフ・A・マーカスにより1956年から研究が進められた。
電子が移る元となる化合物を電子ドナー、電子が移る先の化合物を電子アクセプターと呼ぶ。
元々は、例えば Fe2+/Fe3+ イオンのような電荷のみが異る化学種の間での構造変化を伴わない電子の移動（外圏型電子移動反応）に取り組むために定式化されたものである。後に溶媒和距離や配位数の変化による効果が伴う（Fe(H2O)2+ と Fe(H2O)3+ では Fe-O 距離が異る）内圏型電子移動反応の寄与を取り込めるよう拡張された。
化学結合の形成および開裂を伴わない電子移動において、マーカス理論は、構造変化を伴う化学反応に対して導出されたアイリングの遷移状態理論に取って代わる理論である。これら二つの理論は同じ指数関数型の反応速度式を与える。しかし、アイリングの理論では反応過程が進むにつれて反応相手と強く結びついて構造の決まった活性錯体が生じるのに対して、マーカス理論では反応相手との結び付きは弱いままにとどまり、それぞれの個別性が保たれる。熱的に誘起される溶媒（外圏型）もしくは溶媒和鞘や配位子（内圏型）などの環境の再配向により、構造的に安定な構造が電子の飛び移り以前に、独立して実現される。
元々の外圏型電子移動反応向けの古典的マーカス理論により、溶媒の重要性が実証され、溶媒の分極特性と反応物のサイズ、酸化還元反応にともなうギブズエネルギー変化 ΔG0 から、活性化ギブズエネルギーを計算できるようになった。マーカス理論から得られる最も驚くべき結論は、発エルゴン性が高くなるにつれて通常は速くなるはずの反応速度が、逆に遅くなる「逆転領域」が ΔG0 が負に大きい領域に存在するということである。30年にわたる逆転領域の探索が行われ、実験的に疑いの余地なく電子移動反応速度が遅くなることが実証されたのは1984年のことである。
マーカスは1992年、この理論を確立した功績に対してノーベル化学賞を受賞した。マーカス理論は、光合成や腐蝕、ある種の化学発光やいくつかの型の太陽電池その他、数々の化学的・生物学的に重要な反応の説明に用いられている。内圏型や外圏型反応に加えて、不均一電子移動反応を扱うための拡張も成されている。

## 一電子酸化還元反応
化学反応により、分子中の原子団もしくは錯体中の配位子が置換されたり、原子団もしくは配位子が脱離したり、分子内あるいは錯体内で転移したりすることがある。しかし、電子移動反応では単に電荷が反応物間で交換されるだけのこともあり、この酸化還元反応は結合の形成や開裂を伴うことがなく、イオンや遷移金属錯イオンの無機化学において、非常に単純に見える。このような反応は、しばしば明確な色の変化をともなう。例えば遷移金属錯イオンではこの現象が良く知られているが、有機分子でも電子の授受により色を変えるものが、例えば電子を受けとると青になるためメチルビオローゲンの別名がある除草剤のパラコート (N,N-ジメチル-4,4'-ビピリジニウムジクロリド) など、いくつか知られている。この型の電子移動反応の理論化をマーカスは行った。ここから先は議論の推移とその結果を示す。数学的な発展と詳細については、原著論文を参照されたい。
酸化還元反応では、電子ドナー D と電子アクセプター A が対になって反応を起こす。反応が起きるためには、D と A が互いに拡散しあう必要がある。これらは前駆錯体、通常は速度論的で不安定な、溶媒和遭遇錯体を形成し、さらに電子移動反応により後続錯体に変換され、最終的に拡散により解離する。したがって、一電子電子移動反応は次のように書ける。
{\displaystyle {\ce {{D}+A->[k_{12}][k_{21}][D{\dotsm }A]->[k_{23}][k_{32}][D+{\dotsm }A^{-}]->[k_{30}]{D+}+{A^{-}}}}}
（D および A が既に帯電している場合もある。）ここで、k12, k21 および k30 は拡散定数、 k23 および k32 は活性化反応の反応速度定数である。全反応は拡散律速（電子移動反応が拡散より早く、全ての遭遇錯体が反応を起こす）の場合も、活性化律速（「会合の平衡」が起こっており、電子移動反応は遅く後続錯体の解離は速い）の場合もある。

## 外圏型電子移動
酸化還元反応は極性溶媒中で起こりやすい。このとき、ドナーとアクセプターは溶媒和殻を持っており、前駆錯体および後続錯体も溶媒和している。溶媒和殻中の最近接原子もしくは錯体中の配位子は強く結び付いており、「内圏」を構成する。これらが参加するような反応は内圏酸化還元反応と呼ばれる。遊離溶媒分子は「外圏」を構成する。外圏酸化還元反応では内圏は変化せず、結合は形成も解離もしない。
マーカスが初めて気付いたのは、酸化還元反応、より正確にいうと外圏型一電子酸化還元反応の性質と活性化ギブズエネルギーの大きさに関する溶媒の役割であった。彼は二つの基礎的論文を発表している。これら二つの論文に示されているアイデアが、マーカスが後に達成するさらなる業績にもかかわらず、マーカス理論と呼ばれることが多い。ここからは、これら二つの論文のアイデアの発展と結果について概説する。数学や詳細については原著論文を参照されたい。

## 問題
外圏型酸化還元反応では結合の形成も開裂も起こらず、電子移動のみが起こる。特に単純な例は Fe2+/Fe3+ 還元反応で、FeSO4 と Fe2(SO4)3 の両方を含む水溶液内で常に自己交換反応が起こっていることが知られている（もちろん、両方向の反応速度は測定可能で等しく、反応ギブズエネルギー ΔG0 = 0 が満たされる）。
反応速度の温度依存性から、活性化エネルギーが決定されるが、この活性化エネルギーは反応ダイアグラム中の遷移状態のエネルギーとして解釈できる。以降、アレニウスとアイリングに従い、横軸に反応座標を取ったエネルギーダイアグラムとして描くことにする。反応座標は反応物から生成物への最小エネルギー経路を表わし、この座標上の点は中間の、結合の生成および開裂途中の距離と角度の組み合わせである。エネルギーダイアグラムの最大点が遷移状態であり、特定の原子配置により特徴づけられる。さらに、アイリングの遷移状態理論では、非常に特異的な原子核座標の変化は、この最大点を越えることが原因であり、したがってこの方向に向かう振動は並進移動として扱うことができるとされる。
外圏型電子移動反応の場合、そのような反応経路は存在し得ないが、にも関わらず活性化エネルギーが観察される。活性化律速反応の反応速度式は、アイリングの方程式と同様の指数関数型で、以下のように書ける。
{\displaystyle k_{\text{act}}=A\exp \left(-{\frac {\Delta G^{\ddagger }}{RT}}\right)}
{\displaystyle \Delta G^{\ddagger }}は遷移状態の生成ギブズエネルギーであり、指数関数項は遷移状態の生成確率を表わす。A には前駆錯体から後続錯体への交差が起こる確率が含まれる。

## マーカス模型
電子移動反応は電荷の再配置であり、溶媒環境の影響を大きく受ける。双極子を持つ溶媒分子の場合、電荷の作る電場の向きに分子（配向分極）が再配向し、同様に分子内の原子（原子分極）や電子（電子分極）もわずかながら再配向する。この溶媒分極が活性化ギブズエネルギー（それに伴い反応速度）を決定する。
内圏型酸化還元反応とは、置換反応、脱離反応、異性化反応など構造変化を起こす反応と異なるだけでなく、原子核の移動と電荷のシフト（電荷移動、 CT）が連続的、協奏的に起こる点でも異なる。例えば、ハロゲン化アルキルの鹸化に伴う SN2 置換反応は、ハロゲンイオンと水酸化物イオンの置換、遷移状態での活性化錯体の構造など化学構造や立体構造が大きく変化する。それに比べると溶媒の効果は副次的でしかない。
一方の外圏型酸化還元反応は、反応物の化学構造の立体的な変化は小さく、溶媒の影響が支配的になる。ドナー分子とアクセプター分子の相互作用は弱く、両者は反応中も独自性を保っている。そのために、電子は単に「飛び移る」だけである（電子移動、ET）。電子移動速度は溶媒分子の運動よりも速いために、溶媒分子とドナーとアクセプター錯体の立体的な配置は電子移動前後で変化しない（フランク・コンドンの原理）。電子移動は量子力学的な振る舞いで起こるために、飛び移りの「最中」は系のエネルギーが不変である。
溶媒分子の配向はドナーとアクセプターの電荷分布に依存する。溶媒配置が電子移動の前後で同じかつエネルギーを普遍を満たすためには、前駆錯体と後続錯体の溶媒和構造は異るので、反応時の溶媒配置はそのどちらでも有り得ず、両者の中間にある何らかの構造でなければならない。自己交換反応の場合は対称性からいって前駆錯体と後続錯体のちょうど中間が条件を満たす。これはつまり、ドナーとアクセプターに半分ずつ電子が分布する構造が飛び移りのために正しい環境であるということを意味する。加えて、この状態においては溶媒環境による前駆錯体と後続錯体のエネルギーも等しくなる。しかし、電子は素粒子であり分割できないので、電子はドナーまたはアクセプターのどちらかに存在し、溶媒分子は平衡が成り立つように配向する。一方、「遷移状態」は電子が半分移動した結果生じる溶媒配置を要求するが、そのような移動は不可能である。このことは、実際の電荷分布と要求される溶媒分極は「平衡状態」ではありえないことを意味する。それでも、電子がドナーかアクセプターのどちらかにいたとしても溶媒が「遷移状態」に対応する配置をとることは有り得る。ただし、これにはエネルギーが必要である。この、正しい分極状態を実現するのに必要なエネルギーは溶媒の持つ熱エネルギーと熱揺動から供給される。この状態が実現すれば、電子が飛び移ることができる。正しい溶媒配向の作成と電子の飛び移りとは分離しており、非同期に起こる。したがって遷移状態のエネルギーはほとんどが溶媒の分極エネルギーとなる。

## マーカス理論

### 巨視的な系: 二つの導体球
マーカスは彼の推理に基き、前述の非平衡状態の分極エネルギーを計算するために、古典的理論を開発した。熱力学によれば、そのような状態のエネルギーは、その状態への可逆的経路がわかれば決定されることが良く知られている。マーカスはそのような経路を二つの可逆帯電過程により前駆錯体から「遷移状態」を準備することより見付けることに成功した。
この理論が基く模型の本質的な4つの要素を以下に挙げる。 
1. 古典的でシンプルな静電的模型を用いた。たくさんの素電荷である電荷は一つの物体から別の物体の任意の部分に移動できる。
2. 溶媒の分極を、分極の速い電子分極 Pe と、遅い原子分極および配向分極 Pu に分けた。
3. 内圏（反応物+緊密に結合した溶媒分子、錯体の場合は+配位子）と外圏（遊離溶媒）を分けた。
4. この模型において、「遷移状態」の非平衡分極に由来する外圏エネルギーのみを計算した。静電力の影響する範囲が広く、外圏エネルギーは内圏の寄与よりもかなり大きく支配的になるためである（電気化学におけるデバイ・ヒュッケル理論（英語版）と比較されたい）。

マーカスの道具立ては、溶液中における誘電分極の理論である。任意の表面形状と体積電荷を持つ二体間の電荷移動問題を一般的な方法で解決した。自己交換反応の場合、酸化還元対（例えば Fe(H2O)3+
6 / Fe(H2O)2+
6）は、決まった距離だけ隔たり、ある量だけ帯電した二つの巨視的な導体球で置き換えることができる。これらの球の間で、ある量の電荷が可逆的にやりとりされる。
初めに、ある量の電荷移動のエネルギー WIとし、 移動する電荷の半分を二つの球が各々持っている状態の系のエネルギーを計算する。各々の電荷をドナー球から真空に移動し、アクセプター球に戻す。この電荷状態の二つの球は溶媒中に決まった電場を生じ、総溶媒分極 Pu + Pe を引き起こす。この溶媒分極が電荷と相互作用する。
二番目に、元の球に電荷を真空を経由して戻すためのエネルギー WII を計算する。ただし、原子分極および配向分極 Pu は固定したまま、電子分極 Pe のみが新しい電荷分布および固定された Pu に合わせて変化すると仮定する。この二番目のステップの後、系は電子分極は酸化還元反応の開始点に対応し、原子分極および配向分極は「遷移状態」に対応する、所望の状態となる。この状態におけるエネルギー WI + WII が、熱力学的なギブズエネルギー G である。

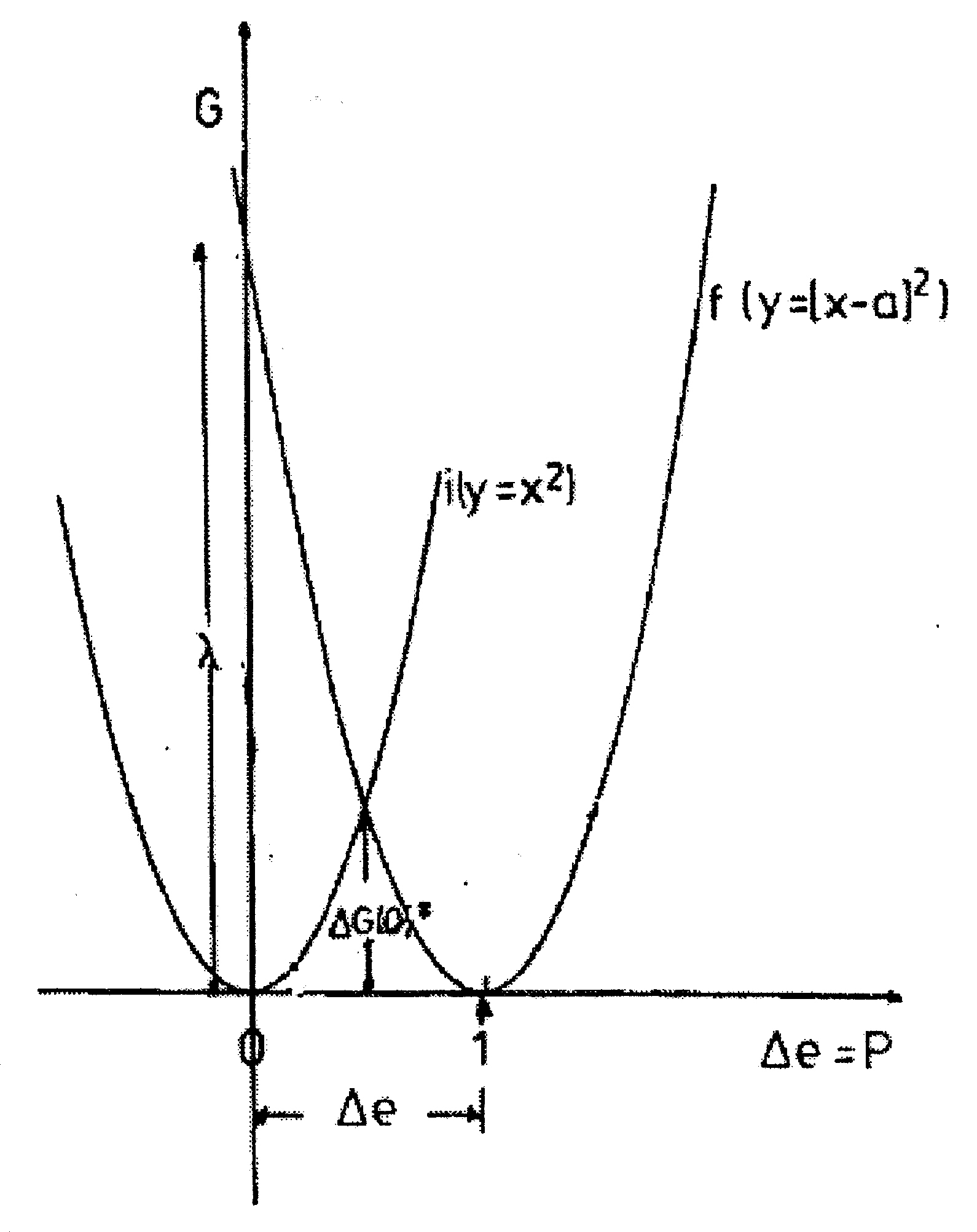
Fig. 1. 溶媒中の二つの導体球の外圏エネルギーを表わす放物線。放物線 i: 一つ目の電荷が二つ目に移動する、放物線 f: 二つ目の電荷が一つ目に移動する。横軸は移動する電荷の量 Δe もしくは誘起された分極 P 縦軸はギブズエネルギーを表わす。ΔG(0)^{‡} = λ_{o}/4 は Δe = 0.5 における再配向エネルギーで、自己交換反応における活性化エネルギーに相当する。

もちろん、この古典的模型では任意の量 Δe が移動することが可能である。であるから、非平衡状態のエネルギー、そして溶媒の分極エネルギーは Δe の関数として調べることができる。従ってマーカスは全ての溶媒分子の座標を、非常に洗練された方法でまとめ、移動した電荷量 Δe から決まる単一の溶媒分極座標 Δp に代表させた。これにより彼はエネルギーをたった二つの座標を用いて次のように表わすことができた。 G = f(Δe) この、溶媒中の二つの導体球についての結果が、次に示すマーカスの公式である。
{\displaystyle G=\left({\frac {1}{2r_{1}}}+{\frac {1}{2r_{2}}}-{\frac {1}{R}}\right)\cdot \left({\frac {1}{\epsilon _{op}}}-{\frac {1}{\epsilon _{s}}}\right)\cdot (\Delta e)^{2}}
ここで、 r1 と r2 は球の半径、R は距離、εs と εop は溶媒のそれぞれ静的誘電率と高周波（光学的）誘電率、Δe は移動した電荷の量である。G vs. Δe グラフは放物線を描く (Fig. 1)。マーカス理論では素電荷の移動 (Δe = 1) に対応する（外圏）エネルギーを再配向エネルギー λo と呼ぶ。これはすなわち、分極は素電荷の移動後のものに対応するが実際の電荷分布は移動前のものに対応するような状態における系のエネルギーである。交換方向に関しては、この系は対称である。

### 微視的な系: ドナー・アクセプター対
二つの球模型を分子レベルまで縮小すると、自己交換反応において電子が任意の量移動することができず、単一電子しか移動できないという問題が発生する。しかし、分極は依然として溶媒分子の総統計集団により決定され、したがって依然として古典的に扱うことができる。つまり、分極エネルギーは量子的制限を受けない。そのため、仮定上の素電荷の分数倍の移動と逆移動による溶媒再配向エネルギーは、マーカスの公式に従って計算することができる。よって、化学的酸化還元反応における再配向に伴うギブズエネルギーは、やはりこの仮定上の移動量 Δe に対して放物線を描く。自己交換反応の場合、対称性から Δe = 0.5 となり、活性化ギブズエネルギーは ΔG(0)‡ = λo/4 となる（Fig. 1 および Fig. 2 の放物線 i と f の交点と f(0) をそれぞれ参照されたい）。
ここまでは全て物理的な話であり、これから化学が関与してくる。自己交換反応は非常に特殊な酸化還元反応であり、ほとんどの酸化還元反応は例えば次の反応のように異る化学種の間に起こるものである。
{\displaystyle {\ce {{[Fe^{II}(CN)6]^{4-}}+{[Ir^{IV}Cl6]^{2-}}<=>{[Fe^{III}(CN)6]^{3-}}+{[Ir^{III}Cl6]^{3-}}}}}
このとき、反応ギブズエネルギー ΔG0 は正（吸エルゴン性）であることも、負（発エルゴン性）であることもある。
マーカスの計算は溶媒（外圏）の静電的性質のみを用いているため、ΔG0 と λo は互いに独立でありしたがって単純に足し上げることができる。このことは、マーカスの放物線は ΔG0 が異なる場合、G vs. Δe 図において上下にずれることになる (Fig. 2)。ΔG0 は、同一のドナーに対して異るアクセプターを用意することによって実験的に変更することができる。
放物線 i {\displaystyle \scriptstyle {(y=x^{2})}} と {\displaystyle \scriptstyle {f^{(0)}}} {\displaystyle \scriptstyle {(y=(x-d)^{2})}} や{\displaystyle \scriptstyle {f_{1}}}{\displaystyle \scriptstyle {f_{3}}} {\displaystyle \scriptstyle {(y=(x-d)^{2}+c)}} との交点に関する単純な計算から、活性化ギブズエネルギーは以下の式で表されることがわかる。
{\displaystyle \Delta G^{\ddagger }={\frac {(\lambda _{o}+\Delta G^{0})^{2}}{4\lambda _{o}}}}
これら放物線の交点は、活性化エネルギーを表わしているが、置換反応その他の反応で言われるような、系内の全ての原子核位置が固定された遷移状態のエネルギーではないことに注意が必要である。置換反応などにおける遷移状態では構造およびエネルギー条件が満たされる必要があるが、酸化還元反応ではエネルギー要件のみが満たされればよい。置換反応などにおける遷移状態の分子構造はどんな反応物の組に対しても唯一であるが、酸化還元対の場合は複数の分極環境がエネルギー条件を満たしうる。

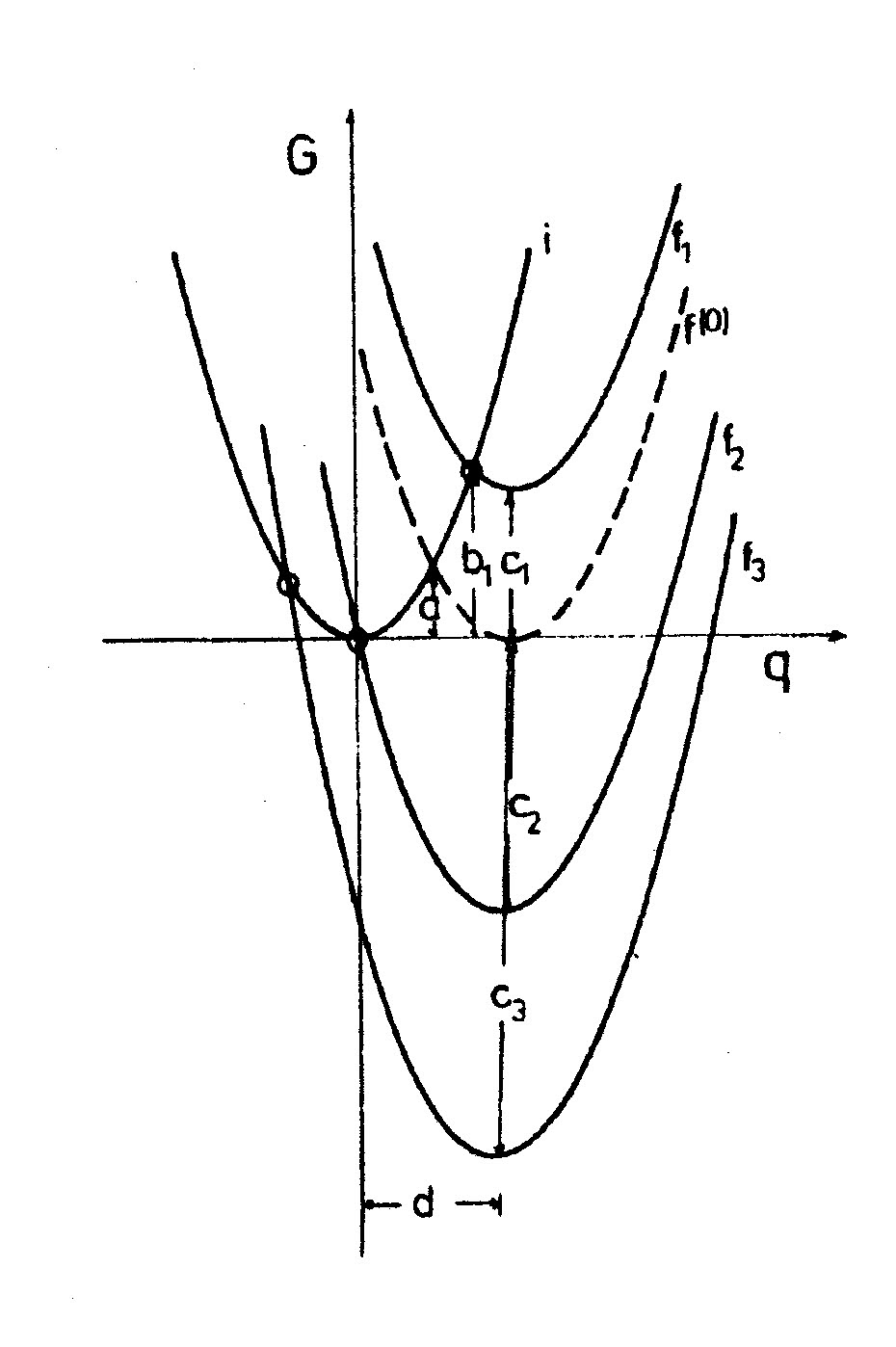
Fig. 2 異なる酸化還元反応に対するマーカス放物線: f_{1} は正の ΔG^{0} に、f(0) は自己交換反応における ΔG^{0} = 0 に(破線)、 f_{2} 穏やかに負の ΔG^{0} に（ΔG^{‡} = 0 が満たされる様に選んである）、そして f_{3} 大きく負の ΔG^{0} に対応する。活性化ギブズエネルギー ΔG^{‡} は f_{1} (b_{1}) から f(0) (a) を通って f_{2} (0) までは減少し、そして再び増加して f_{3} に至る（「マーカスの逆転領域」）。

マーカスの公式は活性化ギブズエネルギーが反応ギブズエネルギーに対して二乗で依存することを示している。反応するホスト化学種は通常、ΔG0 が負になればなるほどより速く反応することは良く知られている。多くの場合では線形な関係が見られる。マーカスの公式によると、より発エルゴン性になるにつれて反応は速くなる領域もあるが、それは ΔG0 が正か負であるにしろ絶対値が小さい領域だけである。マーカスの公式によれば、発エルゴン性の非常に高い酸化還元反応、つまり ΔG0 が負でその絶対値が λo の絶対値より大きい場合は活性化エネルギーが増加するはずであるということは驚くべきことである。この反応ギブズエネルギー領域は「マーカスの逆転領域」と呼ばれる。Fig. 2 を見れば、ΔG0 を減らしつづければ放物線 i と f の交点が上昇する、つまり活性化エネルギーが上昇することが瞭然であろう。したがって、ln k vs. ΔG0 グラフには頂点があるはずである。
ET 速度の最大値は ΔG‡ = 0 にあると期待される。このとき、Δe = 0 かつ q = 0 (Fig. 2) であり、すなわち前駆錯体の平衡状態において電子の飛び移りが起こることを示している。熱による活性化は必要なく、この反応はバリアレスとなる。逆転領域においては分極は電荷分布の言葉では、アクセプターからドナーに電荷が移動した想像しにくい状態に相当する。もちろん、実際ではこんなことは起こらない。この臨界分極を実現するのは実際の電荷ではなく、溶媒中の熱揺動である。この分極は逆転領域における電荷移動には必要なもので、他のどんな分極とも同様に、いくらかの確率で実現しうる。電子はそれが実現するのを待って飛び移るのである。

## 内圏型電子移動
外圏模型では、ドナー・アクセプターおよびそれらに強く結び付いた溶媒和殻、もしくは錯体における配位子は剛構造を形成していると考えられ、電子移動反応の過程において変化しない。しかし、内圏における距離はドナーおよびアクセプターの電荷に依存する。例えば、錯体の電荷が異なれば中心イオン-配位子間距離も異なる。そして、再びフランク・コンドンの原理に従い、電子移動が起こるためには前駆錯体と後続錯体とが同一の、もちろん非常に歪んだ原子核配置を持つ必要がある。この場合、エネルギー要件は自動的に満たされる。
この内圏の場合ではアレニウスの概念が成り立ち、決まった構造の遷移状態に原子核の移動を伴う反応座標に沿って実現される。後続錯体を形成するのには原子核の移動はそれ以上必要なく、電子が移動するだけでよい。これが遷移状態理論との違いである。内圏エネルギーに対する反応座標は振動により支配され、酸化剤と還元剤とでは異なる。
自己交換系 Fe2+/Fe3+ では鉄イオンを取り囲む6つの水分子対称収縮振動のみを考えればよい。この振動をそれぞれ周波数 {\displaystyle \nu _{D}} と {\displaystyle \nu _{A}} の調和振動子と仮定すると、力の定数 fD と fA は {\displaystyle f=4\pi ^{2}\nu ^{2}\mu } となり、エネルギーは以下のようになる。
{\displaystyle {\begin{aligned}E_{D}&=E_{D}(q_{0,D})+3f_{D}(\Delta q_{D})^{2}\\E_{A}&=E_{A}(q_{0,A})+3f_{A}(\Delta q_{A})^{2}\end{aligned}}}
ここで、q0 は平衡正規座標、{\displaystyle \Delta q=(q-q_{0})} は正規座標に沿った変位で、係数 3 は 6 (H2O)·½ に由来する。外圏再配向エネルギーと同様、ポテンシャルエネルギー曲線は放物線となるが、ここでは振動子の帰結である。
平衡正規座標は Fe(H2O)2+
6 と Fe(H2O)3+
6 とで異なる。 収縮振動の熱励起により、ドナーとアクセプターに共通の構造に到達しうる。つまり、そこで D と A の収縮振動のポテンシャルエネルギー曲線はそこで交差し、電子移動が起こりうる。この遷移状態のエネルギーが内圏再配向エネルギー λin である。
自己交換反応の場合、遷移状態における金属-水間の距離を計算すると以下のようになる。
{\displaystyle q^{*}={\frac {f_{D}q_{0,D}+f_{A}q_{0,A}}{f_{D}+f_{A}}}}
ここから、内圏再配向エネルギーは次となる。 
{\displaystyle \lambda _{\text{in}}=\Delta E^{*}={\frac {3f_{D}f_{A}}{f_{D}+f_{A}}}(q_{0,D}-q_{0,A})^{2}}
外圏再配向エネルギーと内圏再配向エネルギーが同じ二次式で表わされるのは幸運である。内圏および外圏再配向エネルギーは独立であるから、足し上げて{\displaystyle \lambda =\lambda _{\text{in}}+\lambda _{\text{o}}} とし、アレニウスの式に代入することができる。
{\displaystyle k_{\text{act}}=A\exp \left(-{\frac {\Delta {G_{\text{in}}^{\ddagger }}+\Delta {G_{\text{o}}}^{\ddagger }}{kT}}\right)}
ここで、A は電子移動の確率を、exp[-ΔGin‡/kT] は内圏遷移状態に到達する確率を、exp[-ΔGo‡/kT] は外圏再配向の確率を表わすものと見ることができる。
次のような非対称（交叉）反応の場合も、
{\displaystyle {\ce {{[Fe(H2O)6]^{2}+}+{[Co(H2O)6]^{3}+}<=>{[Fe(H2O)6]^{3}+}+{[Co(H2O)6]^{2}+}}}}
{\displaystyle \lambda _{in}} の表式を導くことができるがより複雑になる。 これらの反応エンタルピー ΔG0 は再配向エネルギーとは独立で、鉄とコバルトの酸化還元電位の差により決まる。従って、二次形式のマーカス方程式は内圏再配向エネルギーについても成り立ち、逆転領域も予言される。 この状況は次のように描写できる。 (a) 通常領域においては始状態と終状態の両方が伸ばされた結合を持つ (b) ΔG‡ = 0 の場合は始状態の平衡配置が終状態の伸ばされた状態となる (c) 逆転領域においては始状態は縮められた結合を持ち、終状態は大きく伸ばされた結合を持つ。似たような考察は配位子が溶媒分子よりも大きいような金属錯体についても、リガンドが架橋されている多核錯体でも成り立つ。

## 電子の飛び移りの確率

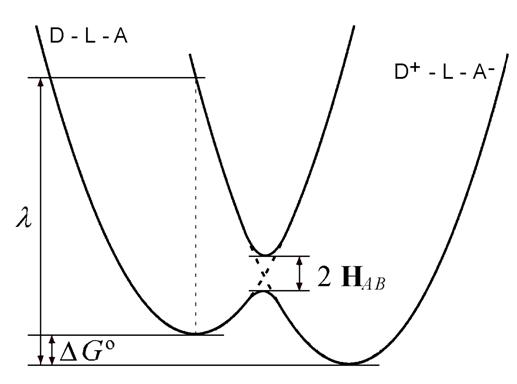
Fig. 3 内圏および外圏再配向を含む電子移動エネルギーダイアグラム: 縦軸はギブズエネルギー、横軸は「反応座標」すなわち（溶媒再配向を含む）全ての原子核の動きを代表する単純化された軸である。

ドナーとアクセプターの電子カップリングの強さにより、電子移動反応が断熱であるか非断熱であるかが決まる。非断熱の場合はカップリングは弱い。つまり、Fig. 3 における HAB がドナーとアクセプターの再配向エネルギーに比べて小さく、独立性が保たれる。系はある確率で前駆ポテンシャルエネルギー曲線と後続ポテンシャルエネルギー曲線に乗り移る。断熱の場合はカップリングがそれなりにあり、2 HAB のギャップはより大きく、系はより低いポテンシャルエネルギー曲線上に留まる。
マーカス理論は前述のとおり、非断熱の場合を表現している。したがって半古典ランダウ・ツェナー理論を適用して系がポテンシャルエネルギー曲線の交差領域の一回通るごとにドナーとアクセプターの相互変換が起こる確率
{\displaystyle P_{\mathrm {if} }=1-\exp \left(-{\frac {4\pi ^{2}{H_{\mathrm {if} }^{2}}}{hv|s_{\mathrm {i} }-s_{\mathrm {f} }|}}\right)}
を計算できる。ここで、Hif は交差領域における相互作用エネルギー、v は交差領域を系が通り抜ける速度、si と sf はそこの傾きを表わす。
これを解くことにより、次のマーカス理論の基礎方程式が得られる。
{\displaystyle k_{\mathrm {et} }={\frac {2\pi }{\hbar }}|H_{\mathrm {AB} }|^{2}{\frac {1}{\sqrt {4\pi \lambda k_{\mathrm {B} }T}}}\exp \left(-{\frac {(\lambda +\Delta G^{\circ })^{2}}{4\lambda k_{\mathrm {B} }T}}\right)}
ここで、ket は電子移動反応速度定数、|HAB| は始状態と終状態の電子カップリング、λ は内圏および外圏双方を含む再配向エネルギー、{\displaystyle \Delta G^{\circ }} は電子移動反応による総ギブズエネルギー変化（kB はボルツマン定数、T は絶対温度）である。
したがって、マーカス理論は化学反応速度についての伝統的アレニウス方程式を用いて、次の二つの方法で構築される。
1. 活性化エネルギーの公式を再配向エネルギーと反応ギブズエネルギーというパラメータに基いて立式する。再配向エネルギーは系の構造を始状態から終座標まで電子移動を起こさずに「再配向」するのに必要なエネルギーを示す。
2. アレニウス方程式における頻度因子の公式を、電子移動反応の始状態と終状態との間の電子カップリング（つまり二つの状態の電子波動関数の重なり積分）に基いて立式する。

## 実験結果
マーカスはこの理論を 1956年に発表した。以来、この理論の証明となる逆転領域の長年にわたる精力的な探索が行なわれた。しかし、全ての実験結果は ΔG0 が減れば減るほど、拡散限界まで、つまり全ての会合が電子移動反応に繋がるまで反応速度は上がり続け、その制限は ΔG0 が負に非常に大きな値でも成り立った（レーム・ウェラー挙動）。およそ30年経って、ミラー、カルカテッラ、クロスにより、ドナーとアクセプターを剛直なスペーサーにより等距離に保った分子間電子移動反応を用いて、逆転領域は疑いの余地なく実証された (Fig.4)。

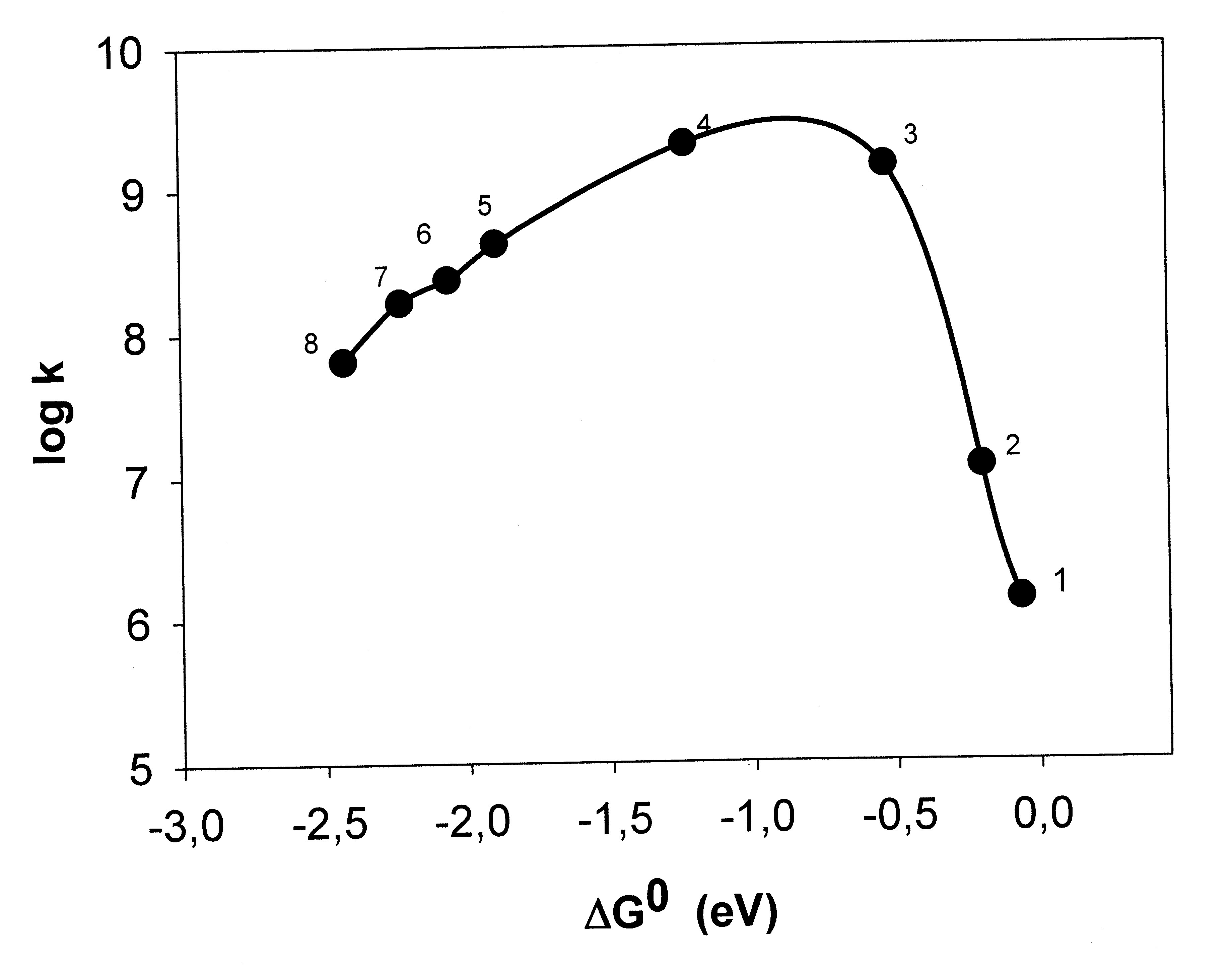
Fig.4. パルス放射分解によりアニオン化したビフェニル化学種をドナーとして、ステロイド化学種を剛直なスペーサーとして、いくつかの芳香族炭化水素 (1−3) およびキノン (4−8) をアクセプターとして反応させた際のマーカス挙動

後知恵で言うならば、反応相手が電子の飛び移りに最適な位置まで自由に拡散することができるような系、すなわち ΔG‡ = 0 かつ ΔG0 = −λo を満たすような系を探せばよいと思われるかもしれない。λo は R に依存するから、λo は R が大きくなるほど、かつ放物線の開口が小さくなるほど増加する。形式的には、Fig. 2 の放物線を狭くして、放物線 f と i が頂点で交わるようにすることは常に可能である。そのとき、常に ΔG‡ = 0 が成り立ち、速度定数 k は負に非常に大きい ΔG0 では最大拡散値が常に成り立つ。しかし、この現象には例えば励起状態の関与や速度定数の低下などの別の概念もあり、いままでのところ逆転領域は測定されていない。
マーカスらはここに概説した理論よりも更に発展した理論を開発している。中でも、統計的側面や量子効果を取り入れたものがあり、化学発光や電極反応の理論に応用されている。マーカスは1992年にノーベル化学賞を受賞しており、受賞講演で彼の業績についての展望を述べている。 

## マーカスによる重要論文
- Marcus, R.A (1956). “On the Theory of Oxidation-Reduction Reactions Involving Electron Transfer. I”. J. Chem. Phys. 24 (5):  966. Bibcode: 1956JChPh..24..966M. doi:10.1063/1.1742723.
- Marcus, R.A (1956). “Electrostatic Free Energy and Other Properties of States Having Nonequilibrium Polarization. I”. J. Chem. Phys. 24 (5):  979. Bibcode: 1956JChPh..24..979M. doi:10.1063/1.1742724.
- Marcus, R.A (1957). “On the Theory of Oxidation-Reduction Reactions Involving Electron Transfer. II. Applications to Data on the Rates of Isotopic Exchange Reactions”. J. Chem. Phys. 26 (4):  867. Bibcode: 1957JChPh..26..867M. doi:10.1063/1.1743423.
- Marcus, R.A (1957). “On the Theory of Oxidation-Reduction Reactions Involving Electron Transfer. III. Applications to Data on the Rates of Organic Redox Reactions”. J. Chem. Phys. 26 (4):  872. Bibcode: 1957JChPh..26..872M. doi:10.1063/1.1743424.
- Marcus, R.A (1960). “Exchange reactions and electron transfer reactions including isotopic exchange. Theory of oxidation-reduction reactions involving electron transfer. Part 4.—A statistical-mechanical basis for treating contributions from solvent, ligands, and inert salt”. Disc. Faraday Soc. 29:  21. doi:10.1039/df9602900021.
- Marcus, R.A (1963). “On The Theory Of Oxidation--Reduction Reactions Involving Electron Transfer. V. Comparison And Properties Of Electrochemical And Chemical Rate Constants”. J. Phys. Chem. 67 (4):  853. doi:10.1021/j100798a033.
- Marcus, R.A (1964). “Chemical and Electrochemical Electron-Transfer Theory”. Annu. Rev. Phys. Chem. 15 (1):  155. Bibcode: 1964ARPC...15..155M. doi:10.1146/annurev.pc.15.100164.001103.
- Marcus, R.A (1965). “On the Theory of Electron-Transfer Reactions. VI. Unified Treatment for Homogeneous and Electrode Reactions”. J. Chem. Phys. 43 (2):  679. Bibcode: 1965JChPh..43..679M. doi:10.1063/1.1696792.
- Marcus, R.A.; Sutin N (1985). “Electron transfers in chemistry and biology”. Biochim. Biophys. Acta 811 (3):  265. doi:10.1016/0304-4173(85)90014-X.